# Aplastodiscus sibilatus
Aplastodiscus sibilatus es una especie de anfibio de la familia Hylidae.
Es endémica de Brasil.
Su hábitat natural incluye bosques tropicales o subtropicales secos y a baja altitud, zonas de arbustos, ríos y marismas intermitentes de agua dulce.
Está amenazada de extinción por la destrucción de su hábitat natural.